# Arne Lygre
Arne Lygre, celým jménem Arne Ingolv Sunde Lygre (* 6. února 1968 Bergen), je současný norský prozaik a dramatik, mezi lety 2014–2016 byl také kmenovým dramatikem v Národním divadle v Oslu.

## Tvorba
Debutoval v roce 1996 hrou Máma a já a muži. Ve svých hrách se zabývá především mezilidskými vztahy, ženskou emancipací, vývojem lidské společnosti, odcizením jedince a konstruováním osobní identity. Autor specifickým způsobem pracuje s časem, první dvě hry jsou založeny na časových skocích, které mohou trvat několik minut i několik let. Hra Máma a já a muži se odehrává v průběhu šedesáti let, hra Náhle věční celých tisíc let. Jeho texty sestávají z reálných dialogů postav a navíc z jejich vnitřních monologů, které jsou někdy uspořádány dialogicky. V Lygreho raných hrách jsou postavy příbuzní a v souvislosti s jejich rozpětím přes několik generací jsou někdy připodobňovány k ságám.
Drama Muž bez záměru o touze po penězích, manipulaci a identitě, vyšlo knižně v roce 2005 a ve stejném roce mělo i premiéru v Torshovteatret scéně Národního divadla v Oslu. Hra byla následně uvedena v roce 2007 v Paříži, kde byla dobře přijata.
Jeho románovým debutem byla v roce 2006 kniha Poslední tvář, jež je intenzivním příběhem o dvou osamělých lidech. Další román vyšel v roce 2009 pod názvem Můj mrtvý muž a pojednává o lásce dvou gayů.
Řada Lygreho her měla světovou premiéru mimo autorovo rodné Norsko. Zatímco hry Nech mě být (2016) a Blízko mě (2019) měly premiéru v Národním divadle v Oslu, drama Dny dole mělo v roce 2009 světovou premiéru v dánském Odense a drama Ztrácím se bylo poprvé uvedeno v Théâtre National de la Colline v Paříži v roce 2011, přičemž norská premiéra následovala až v roce 2012. V Stadsteatern ve Stockholmu byla uvedena ve světové premiéře hra Nic za mě v roce 2014, tatáž hra byla ve stejném roce uvedena ještě v Théâtre National de la Colline v Paříži a v Det Norske Teater v Oslu.
Hra Nic ze mě pojednává o vztahu dvou lidí, kteří spolu v prázdném bytě zkouší začít nový život oproštěný od minulosti, jež se ale stále častěji a bolestněji připomíná. Autor důsledně dekonstruuje dramatickou situaci, scénické poznámky jsou nijak neoddělenou součástí dialogu, postavy nejednají, ale říkají, co řekla nebo udělala druhá postava. Identitu člověka chápe Lygre jako tekutou proměnnou, realizující se v představách, které o sobě postavy navzájem mají.
V roce 2020 vyšla trilogie pod názvem Vzpomínková trilogie, s ilustracemi Sverra Bjertnæse. Jedná se o tři jednoaktovky, jichž hlavním tématem je ztráta. Další hra Čas na radost, jež měla světovou premiéru v roce 2022 v Det Norske Teatret v Oslu, pojednává o tom, kým jsme pro sebe navzájem a jak vnímáme naše okolí, tematizují se zde mimo jiné i rodinné a milostné vztahy. Lygre svým neobvyklým stylem psaní analyzuje banalitu života postav a odhaluje intenzitu lidských strachů a vášní: lásky, touhy, nenávisti, osamělosti, opuštění, svobody, setrvání a odchodů.
Dramatikova hra Na našem místě (v anglickém překladu vytvořeném samotným autorem pod názvem In our place) tématizuje nahraditelnost, strach ze samoty a identitu, která není vázaná na jedno individuum. Hovoří také o lidské potřebě péče. Snaží se o multiperspektivní pohled na lidskou bytost. Prostřednictvím jazyka dramatu cestují postavy mezi časem a prostorem, dochází k brutální kompresi časoprostoru.
Lygreho hry byly přeloženy do více než 15 jazyků, například do francouzštiny, angličtiny, němčiny, dánštiny, estonštiny, slovenštiny a češtiny. Hrají se téměř po celém světě, v Británii, Itálii, Belgii, Srbsku, Litvě, Maďarsku, České republice, Švédsku, Dánsku, Estonsku, Švýcarsku, Portugalsku, Německu, Francii i Brazílii.

## Ocenění
Zkrácená verze Lygreho hry Máma a já a muži zvítězila v roce 1996 na Festivalu dramatiky v Oslu. Za svoji sbírku povídek Tid inne (Nadešel čas) obdržel v roce 2004 literární cenu Brageprisen. V roce 2013 získal norskou Ibsenovu cenu za hru Ztrácím se. Mezi další jeho ocenění patří také cena Heddaprisen za nejlepší scénář za hru Nech mě být, kterou získal v roce 2017. Společně s uměleckým týmem a souborem Det Norske Teatret obdržel Cenu divadelních kritiků za drama Čas na radost z roku 2022.

## Divadelní hry
- Máma a já a muži (Mamma og meg og menn, 1996)
- Náhle věční (Brått evig, 1999, česky 2003)
- Stín jednoho chlapce (Skygge av en gutt, 2005)
- Muž bez záměru (Mann uten hensikt, 2005)
- Dny dole (Dager under, 2006)
- A pak ticho (Så Stilhed, 2007)
- Ztrácím se (Jeg forsvinner, 2011)
- Nic ze mě (Ingenting av meg, 2013, česky 2015)
- Nech mě být (La deg være, 2016)
- Blízko mě (Meg nær, 2019)
- Vzpomínková trilogie (Minnetrilogien, 2020)
- Čas na radost (Tid for glede, 2022)
- Na našem místě (I vårt sted, 2023)

## Próza
- Poslední tvář (Et siste ansikt, román, 2006)
- Můj mrtvý muž (Min døde mann, román, 2009)